# 264474 Rogerclark
264474 Rogerclark è un asteroide della fascia principale. Scoperto nel 2001, presenta un'orbita caratterizzata da un semiasse maggiore pari a 3,0557849 au e da un'eccentricità di 0,0551857, inclinata di 0,65190° rispetto all'eclittica.